# Phú Bài nemzetközi repülőtér
A Phú Bài nemzetközi repülőtér (IATA: HUI, ICAO: VVPB) Vietnám egyik nemzetközi repülőtere, amely North Central Coast közelében található. Éves utasforgalma 1 831 000 fő (2018).

## Futópályák
A repülőtér futópályái:
- 09/27 (2675 m, 45 m, aszfalt)

## Forgalom
Az utasforgalom az elmúlt években az alábbi módon változott:
| Utasok száma | 673 044 | 427 582 | 1 159 499 | 1 300 000 | 1 550 000 | 1 750 000 | 1 831 000 |
|              | 2012    | 2013    | 2014      | 2015      | 2016      | 2017      | 2018      |

## Légitársaságok és úticélok
| Légitársaság     | Célállomások                    |
| ---------------- | ------------------------------- |
| Bamboo Airways   | Hanoi                           |
| Hai Au Aviation  | Da Nang                         |
| Pacific Airlines | Da Lat, Ho Chi Minh City        |
| VietJet Air      | Hanoi, Ho Chi Minh City         |
| Vietnam Airlines | Da Lat, Hanoi, Ho Chi Minh City |